# Druckmaschine
Eine Druckmaschine ist eine Maschine zum Bedrucken von Materialien, den Bedruckstoffen. Im Gegensatz zu den historischen Druckpressen ist der Druckvorgang dabei höher automatisiert.

## Geschichte

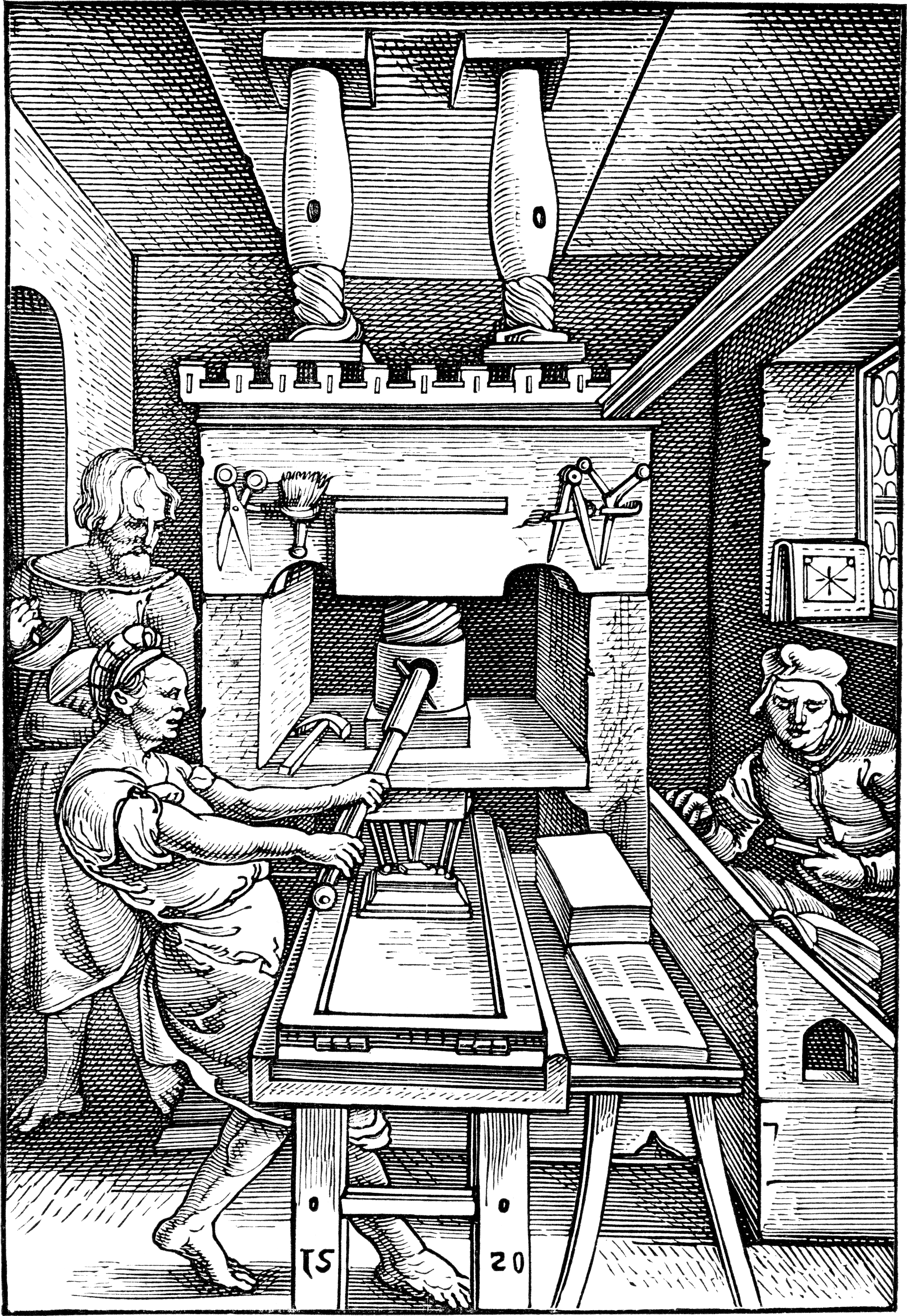
Buchdruck um 1520

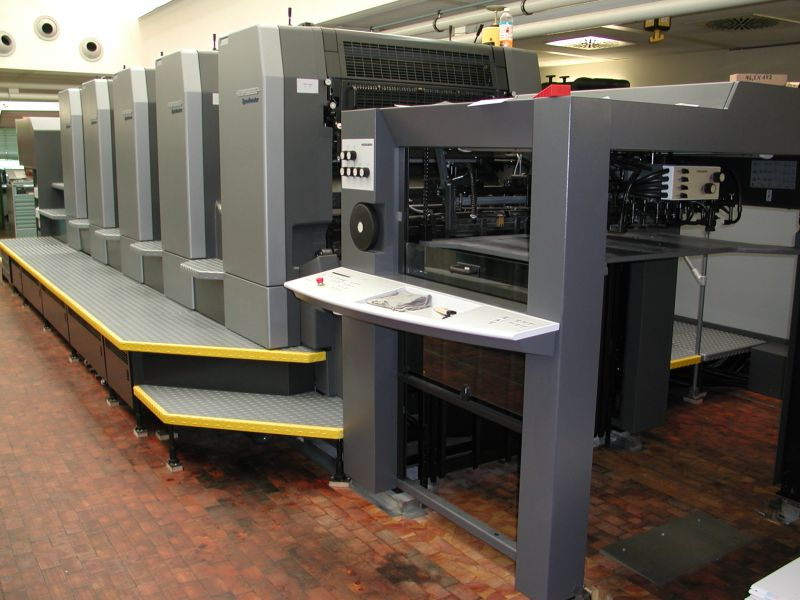
Bogenoffset-Druckmaschine mit 5 Druckwerken

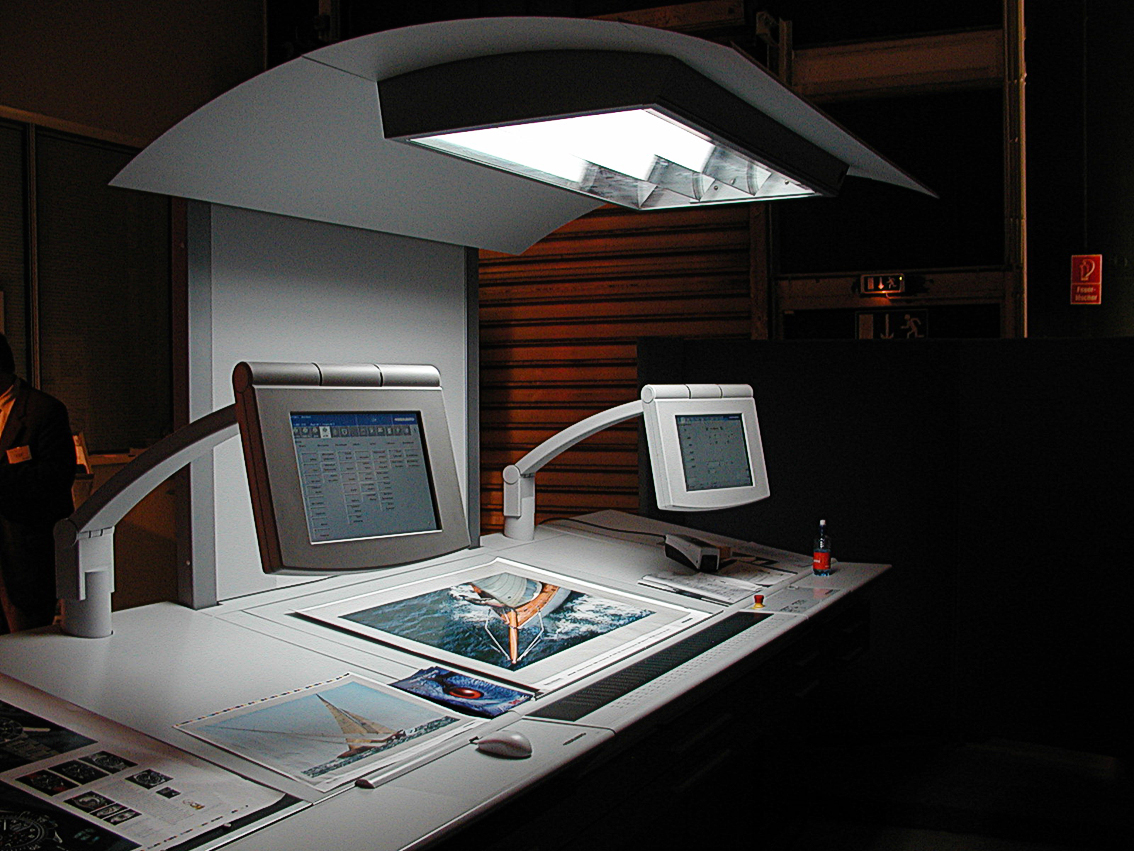
Ein Steuerpult

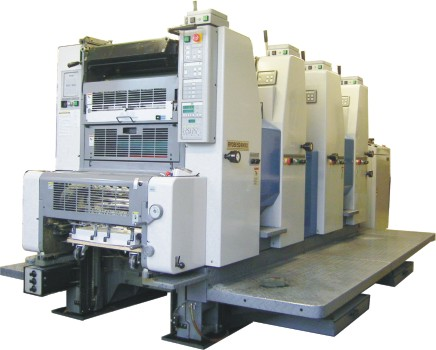
Eine 4-Farben-Bogenoffset-Druckmaschine

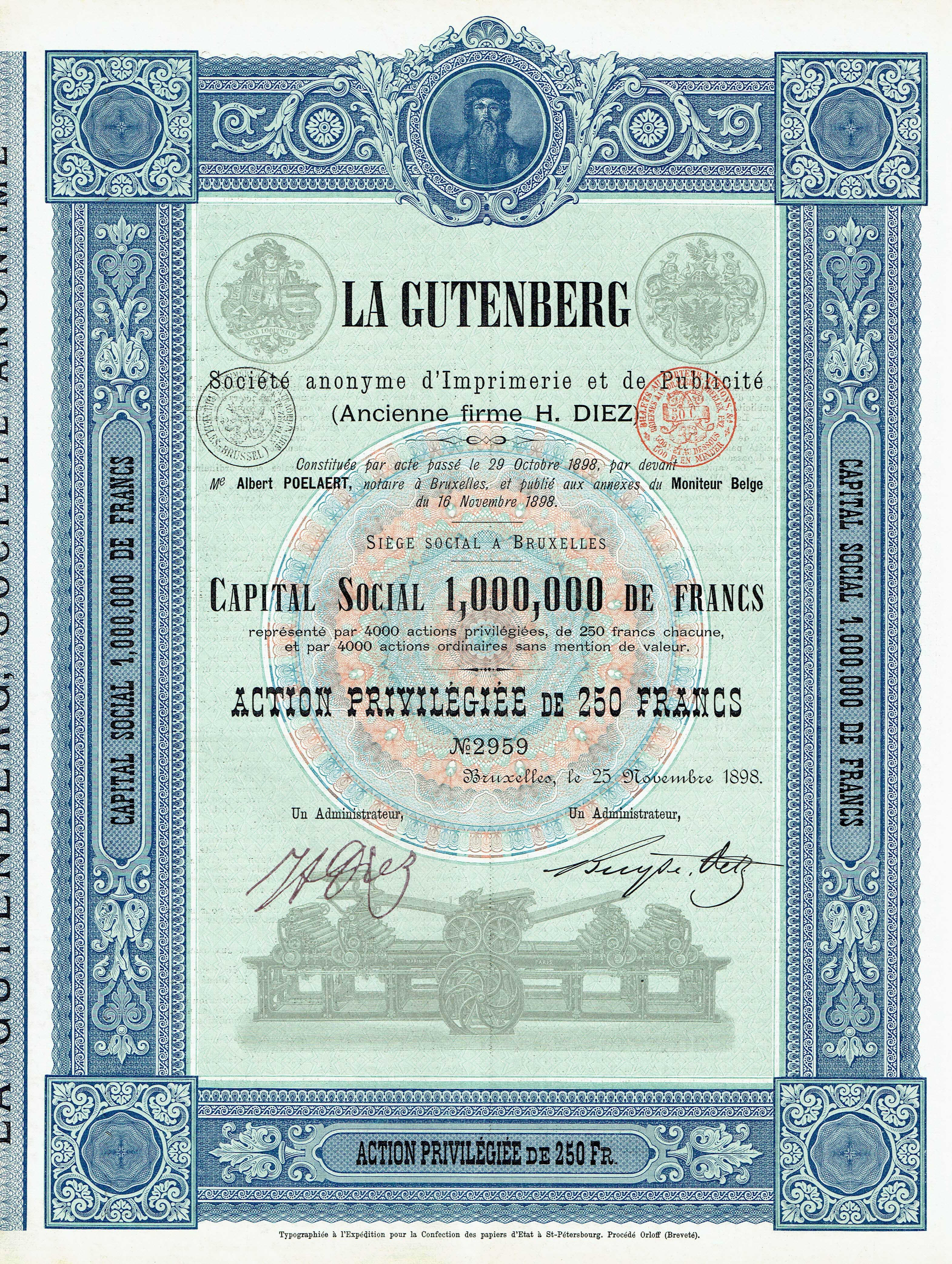
Darstellung einer Druckmaschine auf einer Aktie der belgischen Druckerei „La Gutenberg“ vom 25. November 1898

Die erste bekannte Druckpresse geht auf Johannes Gutenberg zurück, der um 1442 eine Spindelpresse für den Zweck des Buchdrucks einsetzte. In dieser Anfangszeit wurden zum Drucken oft umgebaute Most- oder Weinpressen verwendet.
Die Entwicklung ging weiter, um die Qualität, Geschwindigkeit und die Größe der Ausdrucke zu steigern. Obwohl die manuell betriebenen Handpressen von den Druckmaschinen immer mehr verdrängt wurden, kommen sie heute noch gelegentlich für Probeabzüge (zur Korrektur) und allerkleinste Auflagen zum Einsatz.
In der älteren Literatur findet man noch die Bezeichnung Tiegeldruckmaschine, obwohl z. B. der Handtiegel normalerweise ein Gerät im Sinne der Definition ist. Die erste mechanisch arbeitende Druckmaschine wurde 1810 vom Deutschen Friedrich Koenig unter dem Namen Schnellpresse patentiert. Koenig schuf in Oberzell (Zell am Main) bei Würzburg die erste moderne Druckmaschinenfabrik der Welt. 1845 erfolgte eine nochmalige grundlegende Verbesserung durch Entwicklung der Rotationspresse durch Richard March Hoe, bei der das Papier zwischen zwei gegeneinander rotierenden Zylindern hindurchläuft und von einer zylindrisch gebogenen, einem der Zylinder anliegenden Druckform bedruckt wird.
Die Entwicklung ging weiter von einer Maschine zum Automaten.

## Unterscheidung
Heutzutage kommt eine Vielzahl von unterschiedlichen Druckmaschinen zum Einsatz, deren Ausführung sich an den jeweils umgesetzten Druckverfahren orientiert.

### Unterscheidung nach Art der Erzeugung des Anpressdrucks
Für die drei unterschiedlichen Druckprinzipe:
- Tiegeldruckpresse (Fläche gegen Fläche)
- Zylinderdruckpresse (Zylinder gegen Fläche)
- Rotationsdruckmaschine (Zylinder gegen Zylinder)

### Unterscheidung nach Bedruckstoff
Die größte Bedeutung haben Offsetdruckmaschinen nach der Drucktechnik des Rotationsdrucks (rund gegen rund), die Bedruckstoff-Bahnen (Rollenoffsetdruckmaschinen) oder Bedruckstoff-Bogen (Bogenoffsetdruckmaschinen) verarbeiten können.
Bedruckstoffe sind üblicherweise Papiere, Kartonagen, verschiedene Kunststoffe und Metalle.
Im Bogenoffset gibt es – in Abhängigkeit vom maximal verdruckbaren Bogenformat – die Formatklassen Kleinformat, Mittelformat, Großformat und Supergroßformat.

### Unterscheidung nach Druckform (Druckverfahren)
Beim konventionellen, druckformgebundenen Drucken wird für jede Druckfarbe jeweils eine Druckplatte belichtet (Trägermaterial in der Regel Aluminium). Für den Offsetdruck (Flachdruck) geschieht dies heute bei modernen Verfahren im Computer-to-Plate-Verfahren (CtP) oder direkt in der Druckmaschine (DI = Direct Imaging) mit Belichtung per Laserstrahl.
Zu unterscheiden sind druckformgebundene (Offsetdruck, Siebdruck, Hochdruck, Tiefdruck) und druckformlose (Digitaldruck mit Trocken- oder Flüssigtonern, z. B. HP Indigo, InkJet usw.) Druckverfahren.
- Hochdruck – erhabene Druckelemente auf der Druckform (früher vorwiegend als Buchdruck bezeichnet)
- Tiefdruck – Druckelemente als Vertiefung in der Druckform
- Offsetdruck – Druckverfahren, das auf unterschiedlichen Benetzungsverhalten verschiedener Stoffe beruht (oleophil/hydrophil), auch als indirekter Flachdruck bezeichnet
- Siebdruck – Durchdruckverfahren, Druckform ist als feines Sieb ausgeführt

## Hersteller
Einige der wichtigsten Hersteller von Offset-Druckmaschinen sind:
- Heidelberger Druckmaschinen (Deutschland)
- Koenig & Bauer (Deutschland)
- Manroland Sheetfed (Deutschland)
- Manroland Goss Web Systems (Deutschland)
- Windmöller & Hölscher (Deutschland)
- Ryobi Druckmaschinen (Japan)
- Komori Lithographic Presses (Japan)
- Mitsubishi Heavy Industries (Japan)
- Beiren Group Corporation (China)

## Verschiedenes
- Das Museum für Druckkunst in Leipzig zeigt zahlreiche funktionsfähige Druckmaschinen und -pressen.
- Die Friedrich-Koenig-Medaille wurde 1953 für besondere Verdienste auf dem Gebiet des Druckmaschinenbaus gestiftet.
- Streifeneinschussgerät